# 物理吸着
物理吸着（ぶつりきゅうちゃく, physisorption）とは、流体分子（吸着質）が固体表面(吸着剤)との間に働くファンデルワールス力によって固体表面に濃縮される現象をさし、吸着のうちの一分野にあたる。一般に、ファンデルワールス力は、イオン結合や共有結合等の相互作用と比較して格段に弱い相互作用であるため、物理吸着した分子は加熱・減圧等の操作によって容易に脱着する。

## 概要
多孔質の存在する真空中にある流体分子を導入すると、多孔質外のバルクに流体分子があるときよりも多孔質の持つ細孔内に分子が進入したときの方が、細孔表面との間に働くファンデルワールス力の分だけ安定である。このバルクとの安定化エネルギーの差分を推進力に、細孔内に流体分子が濃縮されていく過程が物理吸着である。一般に、バルクの状態が低温で高圧のとき、つまり分子運動がおだやかで分子密度が高いときほど、吸着量は増加する。
吸着量と圧力、あるいは吸着量と温度は非線形的な関係にあることが多い。これは、細孔表面に吸着される初期段階の吸着に比べ、吸着質によって表面が被覆されて以降の吸着では細孔壁による安定化への寄与が大きく減少するためである。つまり、表面から遠い流体分子ほどバルク的な挙動を示す。
細孔内への吸着量はある温度と圧力の条件で急激に増加することが多く、それがバルクの気液相転移つまり凝縮と近しい現象であることから、近年では細孔内でも相転移が起こると考えられている。特に、メソ孔の下限域のナノ細孔（孔径2～10nm程度）への物理吸着は、気体から液体への相転移と捉えられている。また、現在は、固体への相転移に拡張した、三態相図に関する研究が盛んである。
吸脱着が可逆であること、ミクロな現象がマクロな操作変数である圧力や温度で精密に制御されうること、これらの利点を工業的に利用すべく研究が進められている。主な利用法は分離と貯蔵、および触媒を担持した反応場としての利用に分けられ、多成分流体の分離や水素などの気体燃料の貯蔵を目的とした研究などが進められている。

## 特異な現象

### 毛管凝縮
細孔（毛細管）において、バルクよりも低圧から凝縮が始まることを毛管凝縮という。この現象の原因はケルビン方程式で表される蒸気圧の低下である。これは吸着剤レベルの小さな孔径においでも成立し、孔径が小さいほどより低圧から始まる。この傾向はミクロ孔（孔径 2 nm未満）にまで当てはまるが、孔径が小さくなるほど流体分子がバルクらしさを失う。一般にメソ孔（孔径 2～50 nm）までの充填しやすい傾向を毛管凝縮として理解し、それ以下のミクロ孔での現象は特別にミクロ孔充填と呼ぶ。
日常的に見る、木綿、オートミール、ビスケットなどの植物由来の材料の中には水分が保たれやすいという現象は毛管凝縮によって理解される。

### ミクロ孔充填
固体が原子サイズレベルの細孔を持つ場合、細孔壁が及ぼす相互作用ポテンシャルが重なり合い、深いポテンシャル場を形成する。この場合は物理吸着であっても、表面に吸着した分子は著しく安定化される。たとえば、0.5nm程度離れた2枚のグラファイトのシート(グラフェンシート)に挟まれた平板状空間は、窒素分子に対して弱い水素結合程度の安定化エネルギーをもたらす。この安定化効果のために、分子がミクロ孔中へと凝集・充填されることになる。
このようなミクロ孔への吸着は、表面に吸着すると考えるよりも、孔内の空間に充填される（相転移を伴わない密度上昇）という描象の方が適切である。したがって、ミクロ孔への吸着はミクロ孔充填（マイクロポアフィリング・ミクロポアフィリング、micropore filling）と呼ばれている。これは、吸着科学の主な研究テーマとなっており、近年、天然ガスおよび水素の大量貯蔵の目的へ向けた応用研究が盛んである。水素についての現在の課題は、水素吸貯合金や、水素輸送媒体としてのジメチルエーテルより貯蔵できるエネルギー密度が小さい点である。